# Irbene
Irbene est une Ville fantôme située au nord-ouest en Lettonie. Les habitations ont été érigées en 1971 pour l'hébergement du personnel de la base militaire opérant un radiotéléscope, aujourd'hui encore utilisé à des fins civiles.